# 圣塞维诺小堂
圣塞维诺小堂（義大利語：Cappella Sansevero）又名圣母怜子小堂（Chiesa di Santa Maria della Pietà），位于意大利那不勒斯古城弗朗切斯科德桑克蒂斯街（Via Francesco de Sanctis）19号，圣多梅尼科马焦雷教堂西北侧，建于1590年。

## 历史
圣塞维诺小堂今天已经不用做宗教用途，它是那不勒斯最为重要的博物馆之一，这座博物馆堂内收藏一些18世纪的意大利著名艺术家的艺术品。堂内雕像“蒙紗的基督”十分出名，雕像成功地用大理石雕刻出纱布般的纹理。教堂的地下墓室内有多件美丽的大理石雕像。